# Psilonychus deridens
Psilonychus deridens är en skalbaggsart som beskrevs av Louis Albert Péringuey 1904. Psilonychus deridens ingår i släktet Psilonychus och familjen Melolonthidae. Inga underarter finns listade i Catalogue of Life.